# Anniston (Missouri)
Anniston – miasto w Stanach Zjednoczonych, w południowo-wschodniej części stanu Missouri.
Liczba mieszkańców w 2000 roku wynosiła 285.